# Dodge Lancer
El Dodge Lancer es un coche para pasajeros de la división de Dodge de Chrysler Corporation. Dodge utilizó el nombre de Lancer en tres vehículos diferentes a lo largo de los años.

## 1955-1959
Dodge utiliza el nombre de Lancer de 1955 a 1959 para designar modelos hardtop sin parantes de dos y cuatro puertas del Dodge Coronet. La designación Lancer se eliminó en 1960. 

## 1961-1962
En 1961 Dodge revivió el modelo de auto Lancer con la plataforma compacta Chrysler «A», pero este se mantuvo en producción por solo durante dos años cuando fue reemplazado por el Dodge Dart.
Dodge aplica el emblema Lancer a la gama alta de sus coches basado en la ingeniería clon del muy popular compacto de Chrysler Valiant, cuando Chrysler asigna oficialmente el Valiant a la división Plymouth en 1961, dejando a los distribuidores Dodge sin un compacto para vender, ya que previamete Dodge también vendía el Valiant en sus concesionarios.
Todas las variantes de la carrocería del Valiant estaban disponibles en el Lancer: sedán de dos y cuatro puertas, familiar de cuatro puertas y cupé sin parantes dos puertas.
La distancia entre ejes y la carrocería del Lancer son idénticos a los del Valiant, pero el acabado del interior y exterior eran más elegante en el Lancer. Los Lancers se destacaban por focos traseros redondos y una parrilla de ancho completo, en lugar de las luces traseras de ojo de gato del Valiant y la parrilla central. Para 1961, los niveles de acabado fueron el base 170 y el de lujo 770. En 1961, el dos puertas sin parantes se comercializó como el Lancer 770 Sports Coupe, esencialmente un paquete de apariencia de alto rendimiento. Para 1962, el cupé deportivo se le dio un nombre del modelo más conciso de GT y llevó un acabado premium, dos tonos de pintura estaban disponible y en lugar de un asiento delantero, había dos butacas.
El Lancer utilizó un motor seis cilindros en línea Chrysler Slant-6. El motor base era el 170 pulgadas cúbicas (2,8 l), clasificado en 101 CV (75 kW).El paquete opcional de potencia consistía en los motores más grandes de 225 pulgadas cúbicas (3,7 l), clasificado en 145 CV (108 kW). Después del comienzo de los modelos del año 1961, una versión de aluminio fundido a presión del bloque del motor 225 estuvo disponible. Cualquiera de los motores disponibles, podría estar equipado en el concesionario con el kit de piezas de Hyper Pak de Chrysler para un aumento de potencia significativo.

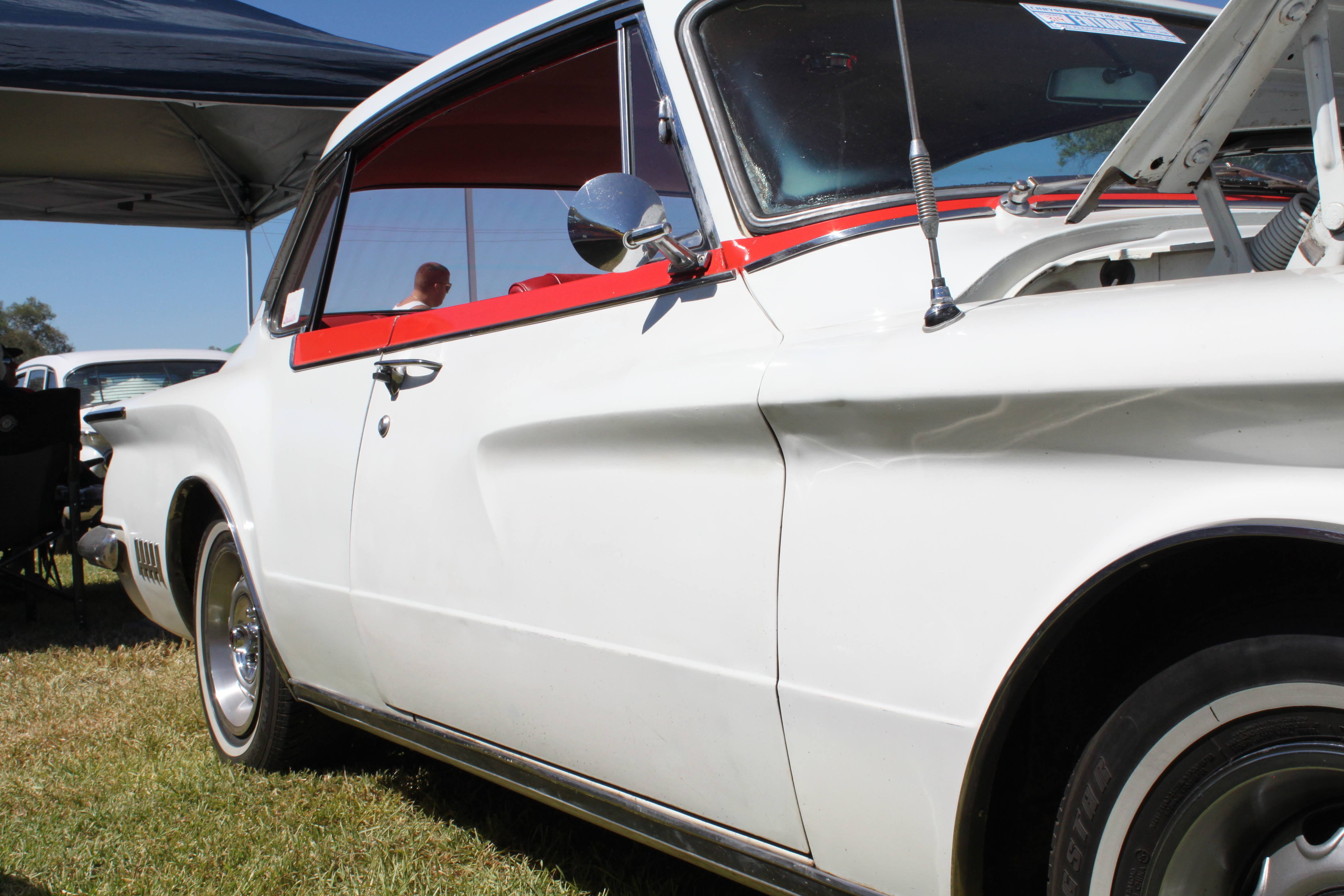
Panel de la puerta esculpida exclusivamente para el Lancer. Lancer GT cupé dos puertas sin parantes (1962)
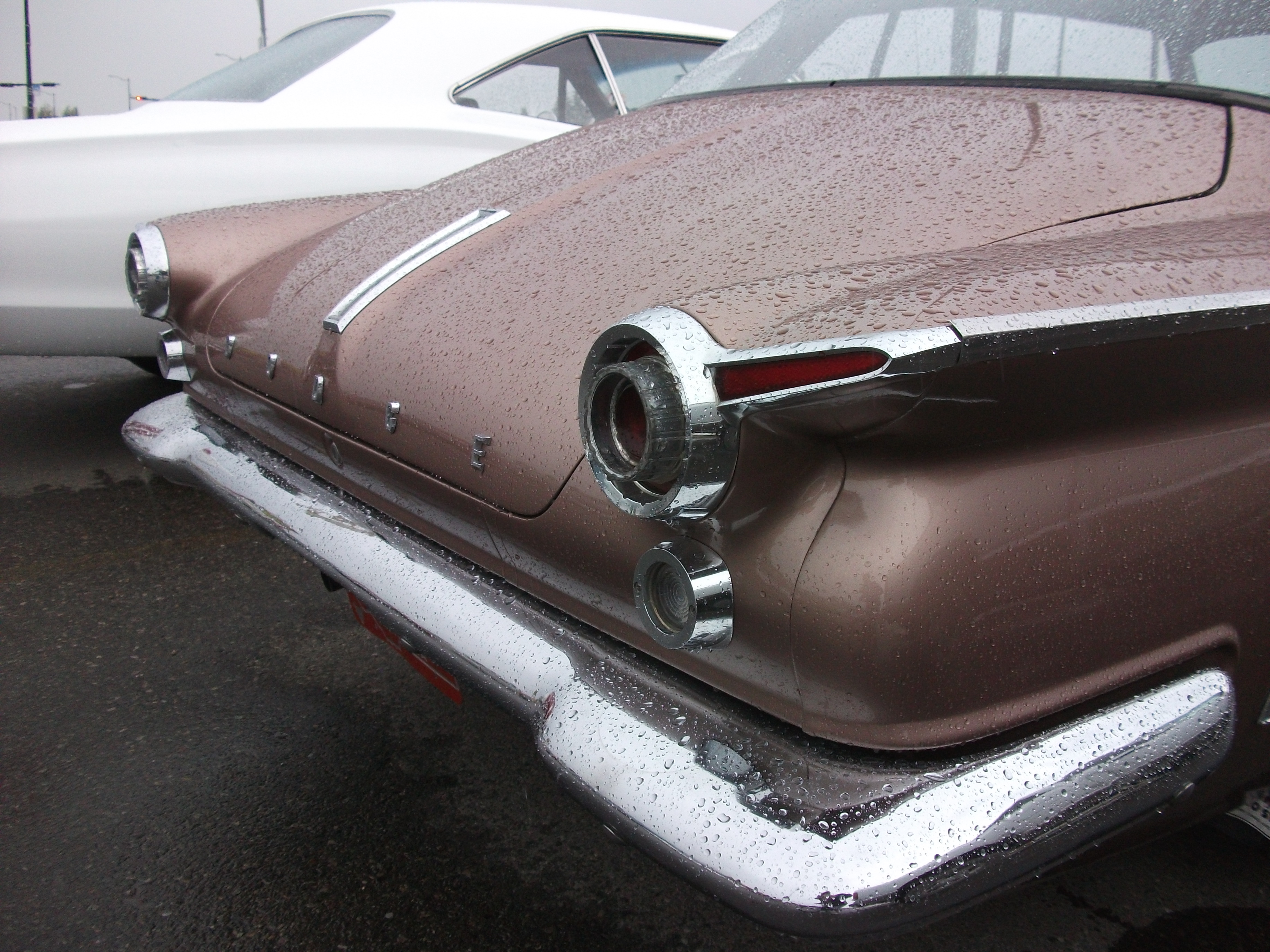
Dodge Lancer GT (1962)

### DeSoto Rebel (Sudáfrica)
En Sudáfrica, una versión con volante a la derecha del Lancer fue vendido desde 1961 hasta 1963 como el DeSoto Rebel no mucho tiempo después de que nombre DeSoto fuese descontinuado en los EE. UU. Todos los Rebels estaban equipados con el motor Slant-6 de 170 pulgadas cúbicas (2,8 l), y la mayoría estaban equipados con la transmisión manual de tres velocidades. Al igual que con el Valiant RV1 y SV1 australiano, el Rebel utiliza el panel de instrumentos del 1961 Plymouth Valiant de los EE. UU. Reflectores blancos fueron montados en el paragolpes delantero, en cumplimiento de la normativa de equipamiento de Sudáfrica. El nombre Rebel fue reintroducido por Chrysler Sudáfrica en 1967 como un coche económico «Valiant Rebel».

## 1980

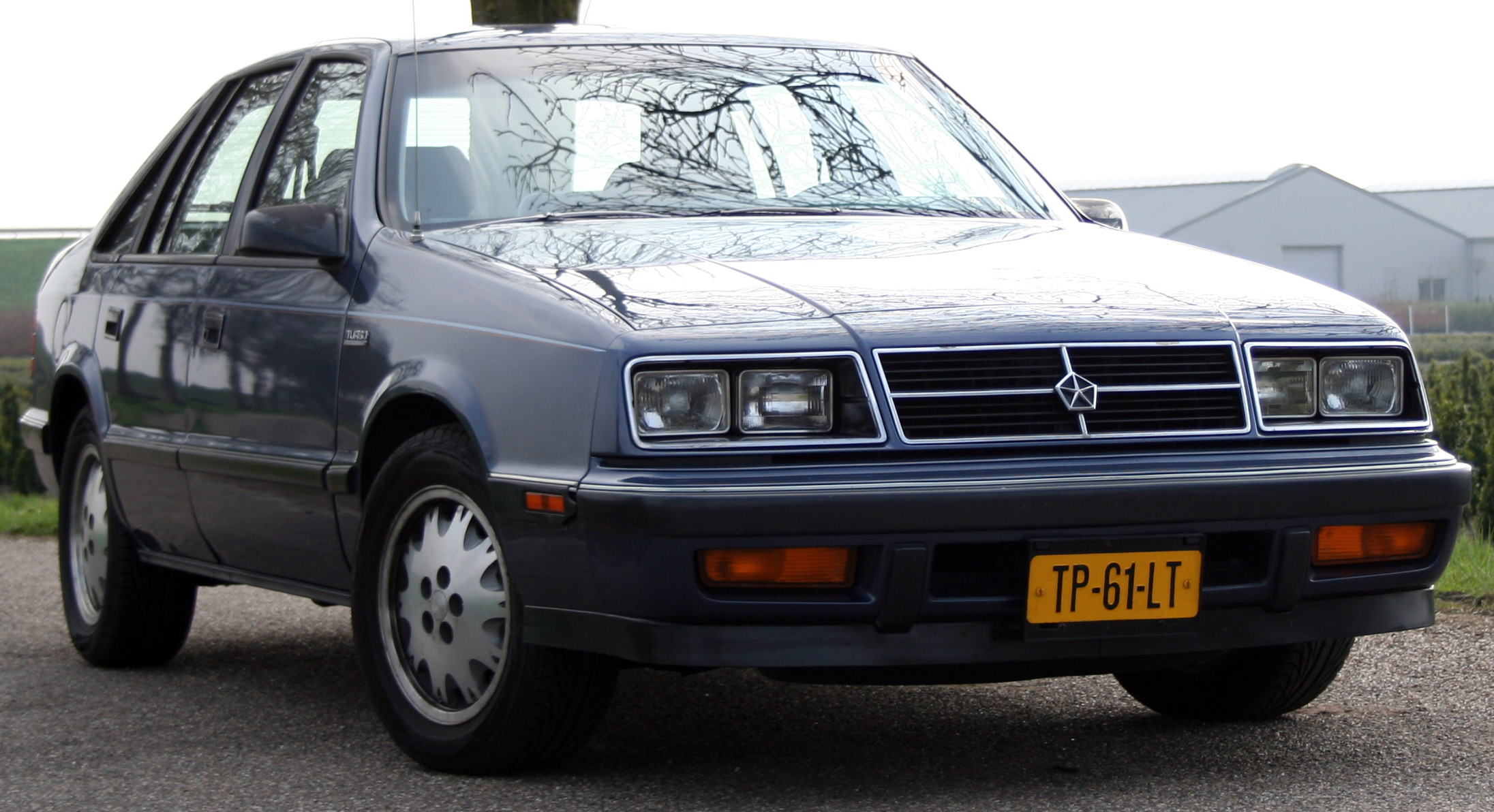
1988 Dodge Lancer ES Turbo

El Dodge Lancer fue reintroducido en 1985 como un automóvil de tamaño medio de 5 puertas hatchback. Era un clon del Chrysler LeBaron GTS y se basa en la Chrysler, una versión alargada de la plataforma K de Chrysler. El Lancer finalmente fue encajado entre el Dodge Aries y el Dodge 600. Todos los Lancer fueron construidos en Sterling Heights, Míchigan. La producción terminó el 7 de abril de 1989, sustituido por el Dodge Spirit.[cita requerida]